# Arcius
Arcius és un gènere de plesiadapiformes que visqueren durant l'Eocè inferior. Juntament amb els altres membres del seu ordre, Arcius era un parent proper dels primats i lèmurs voladors d'avui en dia. Se n'han trobat restes fòssils a Europa, incloent-hi restes a Àger (la Noguera). A data de juny del 2018, es coneixien cinc espècies d'aquest gènere.